# Shpend Ahmeti

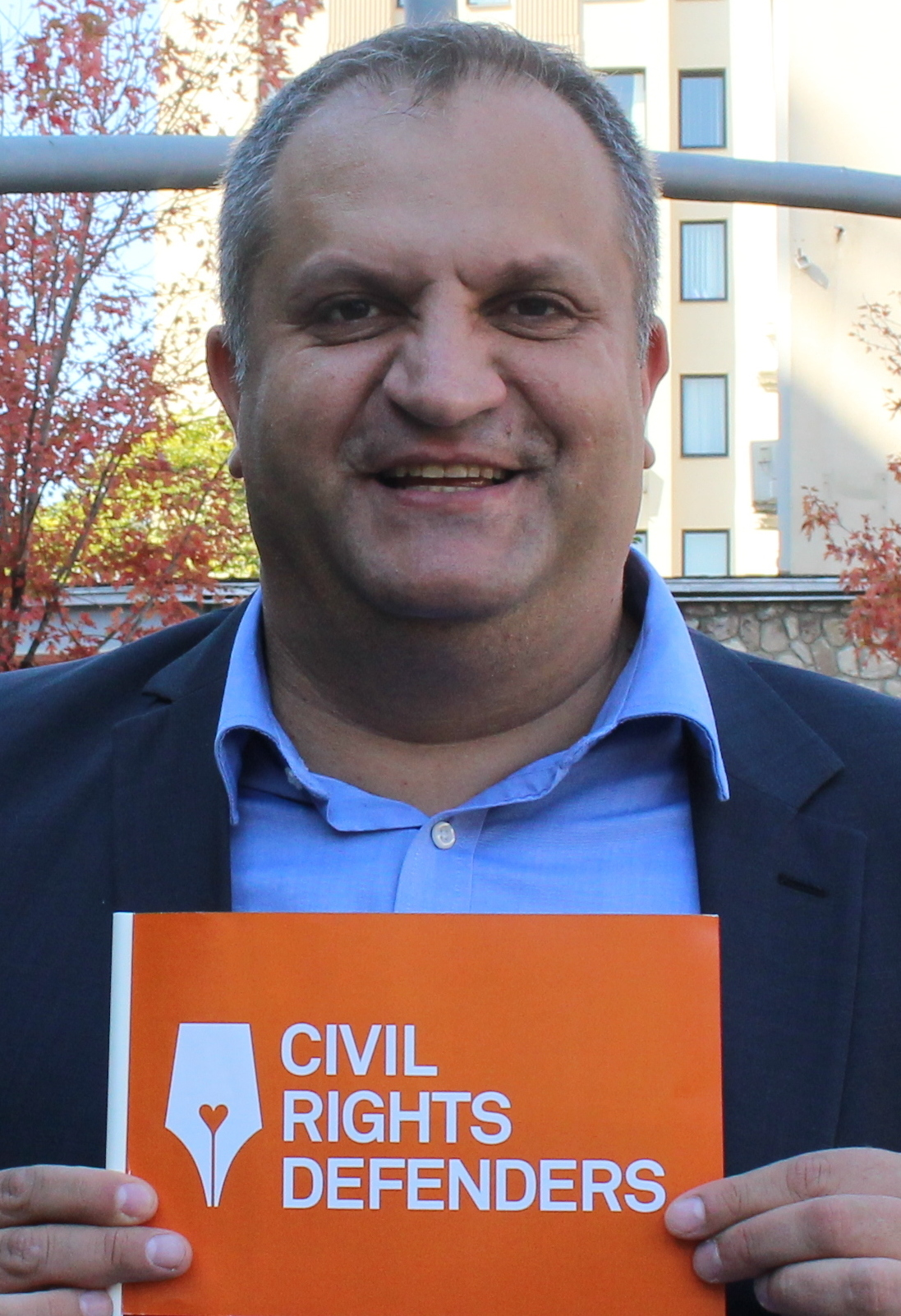
Shpend Ahmeti (2018)

Shpend Ali Ahmeti (* 18. April 1978 in Pristina, SFR Jugoslawien) ist ein kosovo-albanischer Politiker (PSD, ehemals FeR und LVV). Er war von Dezember 2013 bis Dezember 2021 Bürgermeister der Gemeinde Pristina.

## Ausbildung
Shpend Ahmeti studierte zwischen 1996 und 2000 Betriebswirtschaftslehre und Wirtschaftswissenschaft an der Amerikanischen Universität in Bulgarien in Blagoewgrad. Dort war er zudem zwischen 1999 und 2002 Senator und später Vorsitzender im Kollegialorgan der Universität.
Ahmeti führte seine Studien in den Vereinigten Staaten fort. Er schloss mit dem Master in Public Policy an der Harvard University mit Schwerpunkt in Wirtschaftlicher und Politischer Entwicklung ab. Seit 2005 ist er Dozent in Public Policy und in Internationaler Wirtschaftspolitik an der Amerikanischen Universität im Kosovo.

## Politische Karriere
Shpend Ahmeti gründete am 5. November 2010 zusammen mit Ilir Deda und anderen Absolventen der Harvard University die Partei Fryma e Re, welche bei den Parlamentswahlen im Kosovo 2010/2011 teilnahm, jedoch die Fünf-Prozent-Hürde nicht überwinden konnte. Am 31. März 2011 fusionierte Fryma e Re mit der Bürgerbewegung Vetëvendosje! (VV). Ahmeti wurde damit zum stellvertretenden Parteivorsitzenden der VV.
Bei den Lokalwahlen im Kosovo 2013 trat Shpend Ahmeti als Gegenkandidat zu Isa Mustafa (LDK), dem langjährigen Bürgermeister der kosovarischen Hauptstadt, an. Die Wahlbeteiligung lag in Pristina bei 50,8 Prozent und bei der ersten Wahlrunde am 3. November erreichte keiner der beiden die nötige Mehrheit, sodass für den 1. Dezember eine zweite Wahlrunde angeordnet wurde. Bei dieser konnte Ahmeti 51,8 Prozent der Wahlstimmen für sich gewinnen und somit die Mehrheit erreichen. Der neue Bürgermeister der Stadt wurde am 26. Dezember vereidigt. Nach dem Amtsantritt trat Ahmeti von seinem Posten als stellvertretender Parteivorsitzender der VV zurück.
Bei der Bürgermeisterwahl 2017 wurde er in der Stichwahl im November wiedergewählt. Im März 2018 verließ Ahmeti die VV. Anschließend trat er der PSD bei und wurde im Mai 2018 zu deren Vorsitzendem gewählt. Im Dezember 2019 trat er als PSD-Vorsitzender zurück. 2021 trat er nicht mehr bei der Bürgermeisterwahl an. Am 7. Dezember 2021 endete seine Amtszeit.

## Privates
Shpend Ahmeti ist mit Ardiana Gjinolli-Ahmeti verheiratet. Sie sind Eltern der Tochter Tea und des Sohnes Anri. Er spricht neben Albanisch auch fließend Englisch, Serbokroatisch, Mazedonisch und Bulgarisch. Er hat auch Kenntnisse im Deutschen.